# پیلاتره (دهانه)
پیلاتره یک دهانه برخوردی در ماه‌ است.